# Övre Bastutjärnen, Ångermanland
Övre Bastutjärnen är en sjö i Örnsköldsviks kommun i Ångermanland och ingår i Moälvens huvudavrinningsområde. Sjön har en area på 0,069 kvadratkilometer och ligger 282,1 meter över havet.

## Delavrinningsområde
Övre Bastutjärnen ingår i det delavrinningsområde (706523-158337) som SMHI kallar för Inloppet i Holmsjön. Medelhöjden är 308 meter över havet och ytan är 19,46 kvadratkilometer. Det finns inga avrinningsområden uppströms utan avrinningsområdet är högsta punkten. Södra Anundsjöån (Skalmsjöån) som avvattnar avrinningsområdet har biflödesordning 2, vilket innebär att vattnet flödar genom totalt 2 vattendrag innan det når havet efter 107 kilometer. Avrinningsområdet består mestadels av skog (52 procent) och sankmarker (42 procent). Avrinningsområdet har 0,22 kvadratkilometer vattenytor vilket ger det en sjöprocent på 1,1 procent.